# Talibanização
Talibanização é um termo criado na sequência da ascensão do movimento Talibã no Afeganistão para se referir ao processo em que outros grupos ou movimentos religiosos seguem ou imitam as rigorosas práticas dos talibãs. 

## Etimologia
Foi usado primeiramente para descrever áreas ou grupos de fora do Afeganistão que passaram sob a influência dos talibãs, tais como as áreas do Waziristão no Paquistão,  ou situações análogas à relação Talibã-al-Qaeda, como a União das Cortes Islâmicas na Somália e o seu abrigo a membros da al-Qaeda, ou o abrigo similar de extremistas islâmicos na Nigéria,  e em outras partes do mundo, como Bangladesh. Em Bangladesh, o Partido Nacionalista de Bangladesh foi acusado de "talibanizar" o país, especialmente em sua perseguição à minoria hindu. 
O termo foi usado em um editorial do Boston Globe publicado em 6 de novembro de 1999, alertando para a ameaça emergente do regime talibã quase dois anos antes dos atentados de 11 de setembro de 2001. 

## Referência a não-muçulmanos
O termo também é usado de maneira não literal, sendo aplicado a entidades e organizações não-islâmicas por aqueles que as acusam de manter "políticas repressivas" com base em suas respectivas religiões.
Nos Estados Unidos, alguns membros da esquerda podem usá-lo como uma crítica ao Partido Republicano e a Christian Right em suas alegações de que a implementação de políticas de direita radical está baseada no cristianismo fundamentalista. 
No Brasil, o termo é usado pejorativamente e com frequência por adeptos da esquerda para descrever a influência de grupos e movimentos fundamentalistas cristãos, principalmente dos evangélicos neopentecostais, nos setores políticos, judiciário e midiáticos.
Na Índia, ocasionalmente, diferentes neologismos análogos são usados pelos acusadores, tais como alegações de "safronização" usadas para descrever ou criticar as políticas de direita relacionadas ao nacionalismo hindu  ou como um insulto usado pela extrema-esquerda e grupos  anti-hindus. O termo também foi usado para denotar o extremismo sikh (Khalistan) e para os terroristas naxalitas de extrema-esquerda, cujas ações foram comparadas às táticas talibãs.